# Liolaemus chehuachekenk
Liolaemus chehuachekenk — вид ігуаноподібних ящірок родини Liolaemidae. Ендемік Аргентини.

## Поширення і екологія
Liolaemus chehuachekenk відомі за кількома зразками, зібраними на півночі провінції Чубут. Вони живуть в чагарникових степах, порослих Chuquiraga avellanedae, Nardophyllum chilliotrichoides, Nassauvia glomerulosa, Nassauvia ulicina і Lycium ameghinoi. Зустрічаються на висоті від 800 до 1100 м над рівнем моря. Живляться безхребетними і рослинним матеріалом.